# Klaus Junge
Klaus Junge (Concepción (Chili), 1 januari 1924 – bij Welle (Nedersaksen), 18 april 1945) was een Duits schaker. Hij werd geboren in een Duits-Chileens gezin met vijf zonen; zijn vader was een sterk schaakspeler die in 1922 Chileens kampioen werd. Het gezin remigreerde in 1928 naar Duitsland.
In 1941 werd hij gedeeld tweede bij het kampioenschap schaken van Duitsland, hij was toen 17 jaar oud en hoorde al bij de top. Weliswaar deelde hij de eerste plaats met Paul Felix Scmidt, maar verloor vervolgens een tweekamp. Een jaar later eindigde hij gedeeld eerste met Aljechin in het toernooi te Praag. Zijn ingeschatte rating omstreeks deze periode was 2661.
In 1945 was hij officier bij de Duitse Wehrmacht en sneuvelde enige weken voor de capitulatie van Duitsland.
| 8 | rd                                | nd | bd |    | kd |    | nd | rd |
| 7 | pd                                |    |    |    |    | pd | pd | pd |
| 6 |                                   | qd | pd |    | pd |    |    |    |
| 5 |                                   | pd |    |    |    |    |    |    |
| 4 | pl                                | bd | pd | pl |    |    |    |    |
| 3 |                                   |    | nl |    | pl | nl |    |    |
| 2 |                                   | pl |    | bl |    | pl | pl | pl |
| 1 | rl                                |    |    | ql | kl | bl |    | rl |
|   | a                                 | b  | c  | d  | e  | f  | g  | h  |
|   | Klausvariant in het half Slavisch |    |    |    |    |    |    |    |

Hij blijft bekend in de schaakwereld door de Klausvariant in het Half Slavisch, een subvariant van de schaakopening Slavisch:
1.d4 d5 2.c4 e6 3.Pc3 c6 4.Pf3 dc 5.a4 Lb4 6.e3 b5 7.Ld2 Db6